# Command & Conquer
Command & Conquer, skrót C&C, Command & Conquer : Tiberian Dawn – pierwsza gra z serii Command & Conquer. Gra stała się wzorem dla wielu kolejnych strategii czasu rzeczywistego. Do gry zaczerpnięto znane i sprawdzone rozwiązania z innej gry Westwood Studios, Dune II: Battle for Arrakis. Gra wprowadzała dodatkowo wiele nowych metod sterowania polem bitwy (najważniejszą nowością była możliwość zaznaczania naraz większej liczby jednostek). W pierwszym dniu sprzedaży gry w samej Wielkiej Brytanii wyniosła ponad 100 000 kopii gry.

## Wersje na konsole
Po zdobyciu popularności powstało kilka wersji gry na konsole, które różniły się następującymi szczegółami:
- Sega Saturn – wersja wielojęzyczna (dostępne języki to angielski, niemiecki, francuski oraz japoński)
- PlayStation – identyczna jak wersja na Segę Saturn z dodatkowymi pięcioma misjami
- Nintendo 64 – sprite'y zostały zastąpione przez trójwymiarowe modele, teren pozostał dwuwymiarowy, z powodu ograniczeń kartridża usunięto w niej wszystkie filmy wprowadzające
- Sega Mega Drive – prace nad tą wersją porzucono dość szybko, jednak kody wyciekły do Internetu i powstała wersja beta gry, która umożliwiała jedynie tworzenie budowli, nie było w niej jednostek, wrogów ani Tiberium

## Rozgrywka
Gra przedstawia konflikt zbrojny pomiędzy dwoma frakcjami: Global Defence Initiative (GDI) oraz Bractwem Nod. W zależności od wyboru strony gracz dostaje możliwość budowy innych budynków oraz jednostek. Powoduje to urozmaicenie rozgrywki gdyż każdą ze stron gra się inaczej.

## The Covert Operations
Do gry został wydany pakiet dodatkowych misji zatytułowany Command & Conquer: The Covert Operations, na który składało 15 nowych misji dla pojedynczego gracza (8 dla GDI i 7 dla NOD), 7 nowych ścieżek dźwiękowych oraz 10 nowych map do trybu wieloosobowego. W przeciwieństwie do podstawowej wersji gracz otrzymywał dostęp do wszystkich dodatkowych misji od razu i mógł grać w nie w dowolnej kolejności. Dodatkowe misje nie były również oprawione filmowymi wprowadzeniami. Wydanie CD umożliwiało dodatkowo odsłuchanie ścieżki dźwiękowej na odtwarzaczu audio.

## Misje z dinozaurami
Dodatek zawiera również ukryte 5 misji z dinozaurami. Dostęp do nich można było uzyskać dopisując -funpark jako parametr linii poleceń. W pierwszych czterech misjach gracz dowodzi siłami GDI i NOD przeciwko dinozaurom, w piątej misji ma możliwość zagrania dinozaurami przeciw NOD.

## Sole Survivor Online
Na podstawie C&C oraz The Covert Operations Westwood wydało grę sieciową zatytułowaną Command & Conquer: Sole Survivor Online. Każdy z graczy wybierał dowolną jednostkę spośród niemal wszystkich dostępnych w grze (poza MCV, Harvesterem itp., za to można wybierać dinozaury i zmutowane przez Tiberium Viceroidy). Gracz kieruje swoją jednostką po mapie i zbiera skrzynie wzmacniające postać starając się jak najdłużej przeżyć. Niektóre ze skrzyń mogą jednak zawierać pułapki.
Gra oferuje dwa tryby rozgrywki:
- Free For All (FFA)
- Capture the Flag (CTF)

## The First Decade
W 2006 ukazała się reedycja wszystkich gier od początku serii zatytułowana Command & Conquer: The First Decade, zawierająca również C&C wraz z The Covert Operations przystosowane do uruchomienia na nowocześniejszym sprzęcie.

## Remake
W 2007 remake gry wraz z remakami gier Dune 2000 i Red Alert został opublikowany w ramach projektu OpenRA. Grę wydano na komputery z systemami Windows, macOS, Linux i FreeBSD.

## Postacie
W scenkach pomiędzy misjami występują następujące postacie:
- GDI
  - Generał Sheppard – ówczesny dowódca GDI, które zostało stworzone na mocy globalnego aktu obronnego Organizacji Narodów Zjednoczonych, zleca większość misji w grze po stronie GDI
  - dr Moebius – największy autorytet w dziedzinie Tiberium na planecie
  - Carter – oficer, od którego gracz otrzymuje kilka misji po stronie GDI
  - Morelli – pilot, od którego gracz otrzymuje kilka misji po stronie GDI
- NOD
  - Seth – pierwszy dowódca gracza po stronie NOD
  - Kane – dawny asystent Stalina (seria Red Alert), dowódca Bractwa NOD, wierzy, że Tiberium ma zmienić ludzkość, wyewoluować ją w lepszy gatunek, gracz otrzymuje od niego misje w późniejszej fazie gry.